# Mariano Ospina Pérez
Pour les articles homonymes, voir Pérez.
Mariano Ospina Pérez, né le 24 novembre 1891 à Medellín et mort le 14 avril 1976 à Bogota, est un ingénieur et homme d'État colombien, président de la Colombie de 1946 à 1950.

## Biographie
Ospina est né à Medellín , Antioquia, le 24 novembre 1891, fils de Tulio Ospina Vásquez et Ana Rosa Pérez, membres des familles politiques traditionnelles colombiennes. Il passe également ses premières années là-bas. Il est le petit-fils de l'ancien président colombien Mariano Ospina Rodríguez et le neveu de l'ancien président Pedro Nel Ospina. 
Ospina enseigne au Colegio San Ignacio de Medellín et étudie également l'ingénierie à l'Ecole des Mines d'Antioquia, où il obtient son diplôme d'ingénieur des mines. Après avoir obtenu son diplôme, Ospina voyage pendant deux ans au cours desquels il fait des tournées et étudie en Louisiane, à Londres et à Paris. Au cours de ses voyages, il suit des cours sur l'extraction de l'or, la production de canne à sucre, l'économie, les relations de travail, le coopérativisme, le génie civil et les systèmes ferroviaires.
Ospina, qui a étudié l'ingénierie à la Escuela de Minas de Medellín et à la Louisiana State University, est administrateur exécutif de la Fédération nationale des producteurs de café et un homme d'affaires éminent dans d'autres secteurs avant de devenir président en 1946.